# Norbert König

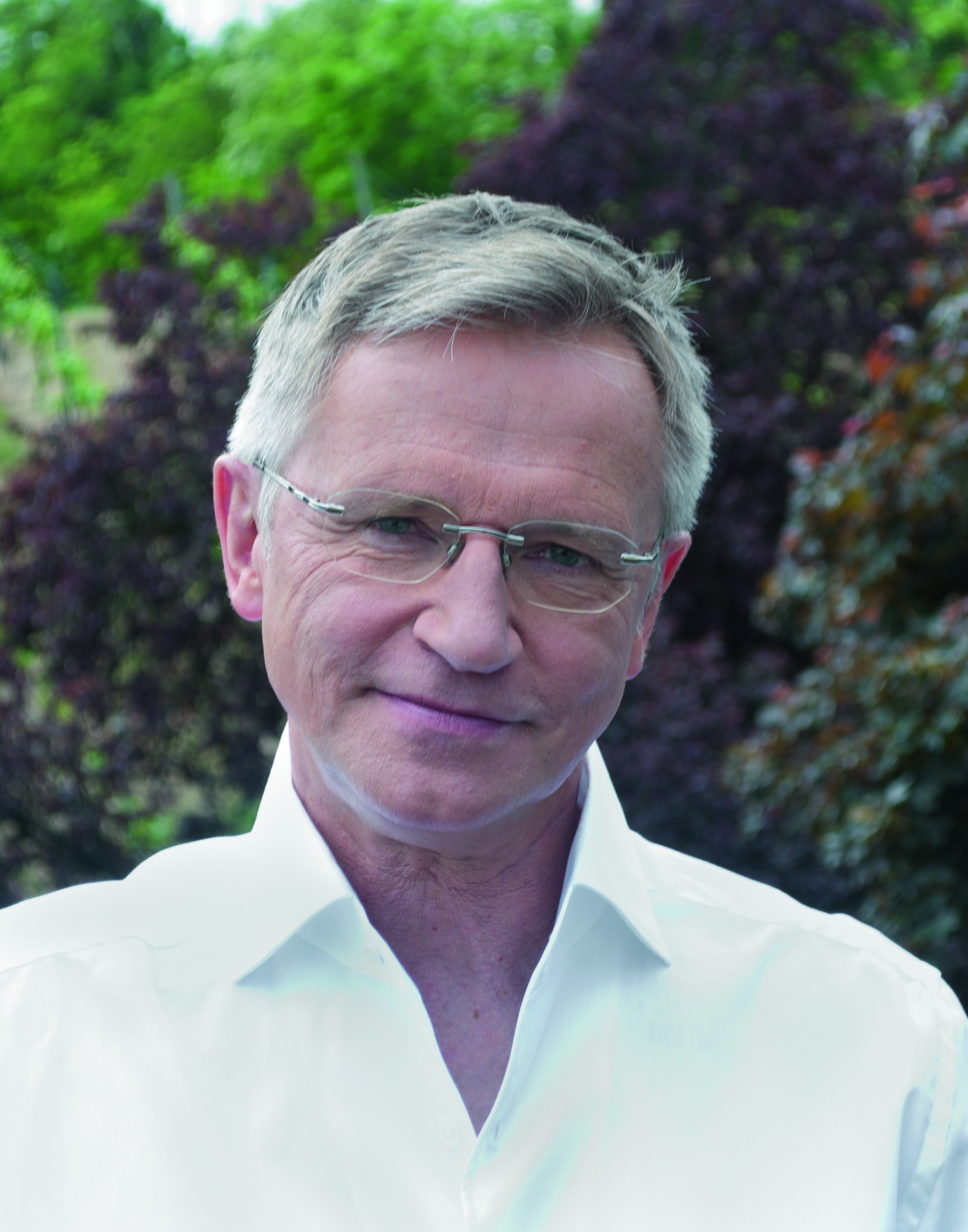
Norbert König (2015)

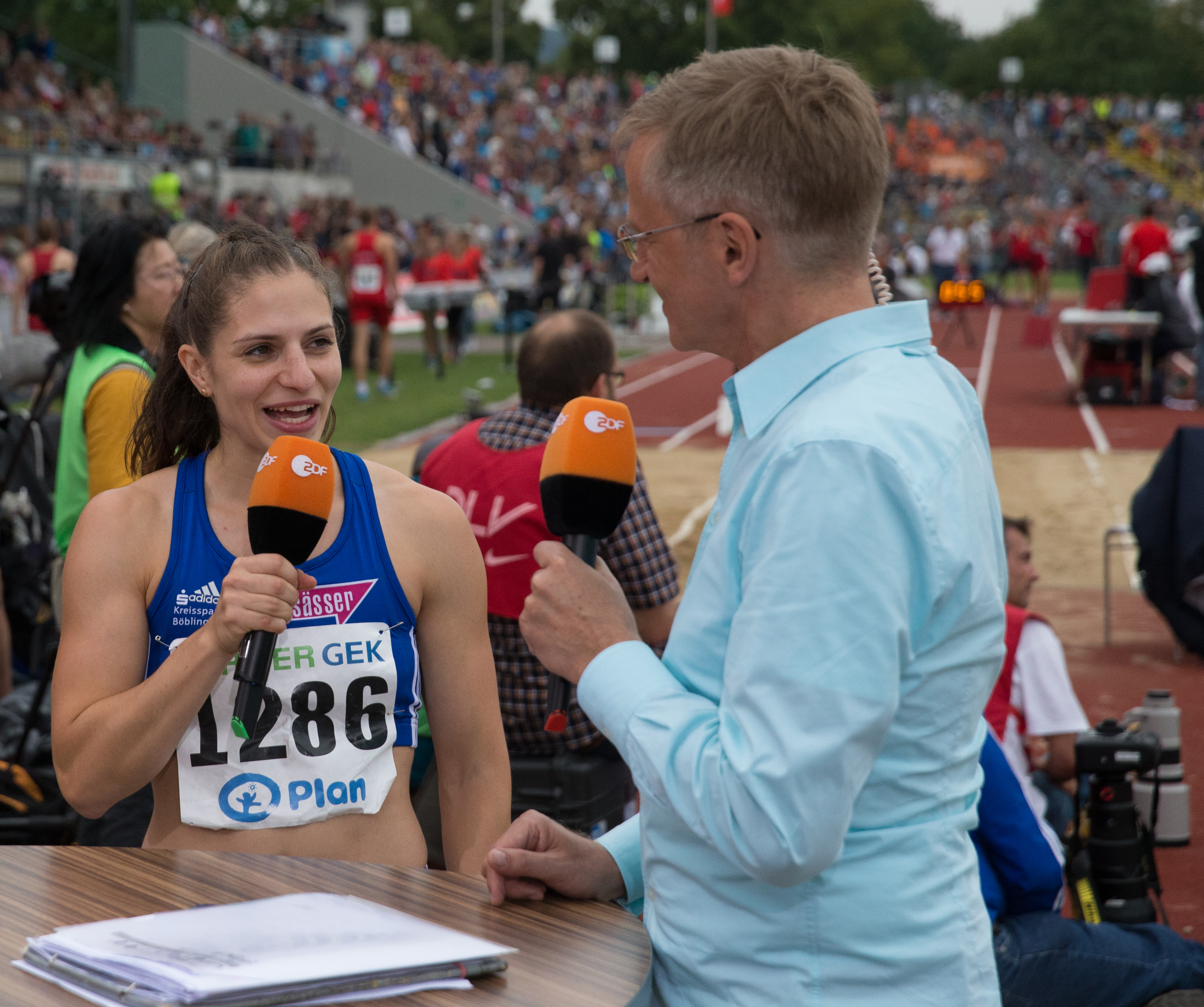
König für das ZDF im Gespräch mit Hürdenläuferin Nadine Hildebrand (2014)

Norbert König (* 4. September 1958 in Deichsende) ist ein deutscher Fernsehmoderator beim ZDF und Sportfunktionär.

## Biografie
Nachdem König sein Abitur auf dem Amandus-Abendroth-Gymnasium in Cuxhaven absolviert hatte, studierte er in Berlin Publizistikwissenschaft, Amerikanistik und Sport. Erste sportjournalistische Erfahrungen im Rundfunk sammelte er beim Sender Freies Berlin (SFB) und dem Privatsender Havelwelle. Seit Mai 1987 ist er freier Moderator und Interviewer beim Zweiten Deutschen Fernsehen (ZDF). Er moderierte dort Sport am Sonntag und im Kinderprogramm die Sportsendung Pfiff und die Kinder-Talkshow Genau. Von 1990 bis 2023 moderierte er die Sportstudio-Reportage sowie bis 2024 Sportstudio live. Weiterhin präsentiert er die Sportbeiträge in der heute-Sendung um 19 Uhr und im ZDF-Mittagsmagazin. Bei Außenübertragungen (Leichtathletik, Tennis, Skispringen, Ski Alpin) war er als Moderator und Interviewer im Einsatz. Als Reporter betreute König Fechten und Tischtennis. Von 1992 bis 1994 moderierte er das aktuelle sportstudio. Im Jahr 2016 kommentierte er die Spiele bei der Sendung Deutschlands Superhirn.
Von 1988 bis 2024 berichtete er für das ZDF von allen Olympischen Winter- und Sommerspielen.
Mitte September 2024 wurde König bei einem außerordentlichen Bundestag in Frankfurt am Main in das Präsidium des Deutschen Tischtennis-Bundes (DTTB) als einer von sieben neu gewählten Vizepräsidenten in einem Gremium, das künftig als Aufsichtsrat fungiert, gewählt.
Er moderiert jährlich den stattfindenden Küstenmarathon in Otterndorf.
Norbert König ist verheiratet und Vater von zwei Söhnen. Er spielt selbst aktiv Tischtennis.